# Artamène ou le Grand Cyrus

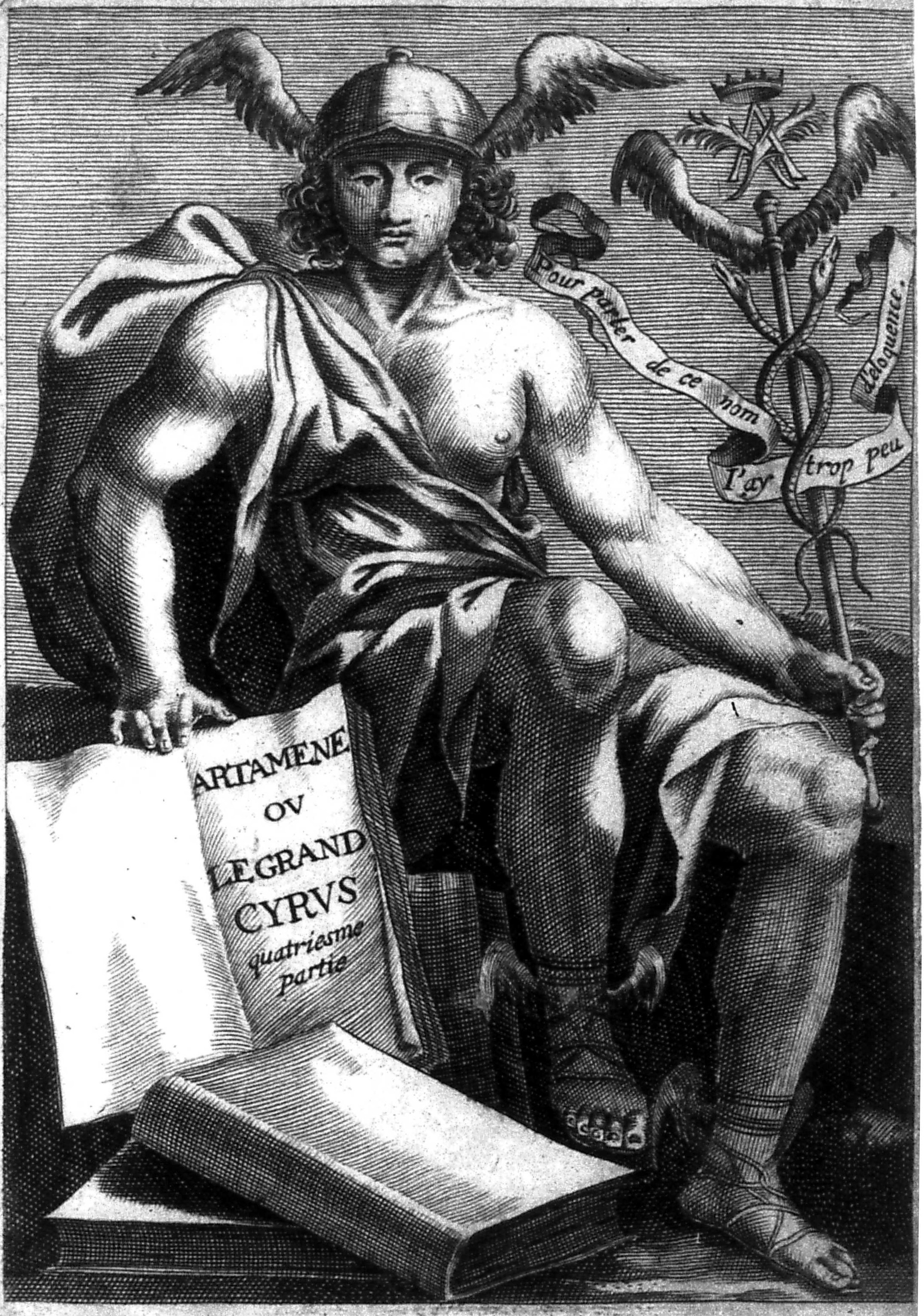
Zeichnung von Nicolas Regnesson

Artamène ou le Grand Cyrus (deutsch Artamenes oder Der große Cyrus) ist ein in den Jahren von 1649 bis 1653 herausgegebener Roman der französischen Schriftstellerin Madeleine de Scudéry. Er umfasst zehn Bände und berichtet in sehr freier Umformung der Darstellungen der Werke der antiken Historiker Herodot und Xenophon über die Taten des altpersischen Königs Cyrus (griechisch Kyros). Der große Erfolg, den das Werk nach seinem Erscheinen genoss, zog Übersetzungen ins Englische, Deutsche, Italienische und Arabische nach sich und setzte sich auch noch bis ins 18. und 19. Jahrhundert fort.

## Inhalt
Zwar geben die Titelseiten von Artamène ou le Grand Cyrus Georges de Scudéry als Verfasser an, doch wird das Werk heute allgemein dessen Schwester Madeleine de Scudéry zugeschrieben. Mit einer Gesamtlänge von mehr als 13.000 Seiten ist es einer der umfangreichsten je veröffentlichten französischen Romane. Für den Basisinhalt ihres Werks stützte sich die Autorin hauptsächlich auf das erste Buch von Herodots Historien und auf Xenophons eine Art Fürstenspiegel darstellende Kyrupädie („Erziehung des Kyros“). In den geschichtlichen Rahmen arbeitete sie die romanesken Strukturen des spätantiken Romans – insbesondere Heliodors Aithiopiká –, des Schäferromans und des Ritterromans (u. a. Lancelot) ein und verschmolz diese Elemente zu einem vielschichtigen Ensemble.
Der im antiken Orient spielende Roman berichtet zunächst Cyrus’ Kindheits- und Jugendgeschichte. Da sein Großvater Astiage einen unheilvollen Orakeltraum hat, wird Cyrus außer Hauses gegeben und wächst bei Hirten auf. Später findet er jedoch wieder mit seiner Mutter zusammen, die Gemahlin des Perserkönigs ist. Als junger Mann legt er sich das Pseudonym Artamène zu, verlässt sein Elternhaus und geht auf Abenteuersuche. In Sinope verliebt er sich in die medische Königstochter Mandane. Er kann jedoch nicht um sie werben, da er als Artamène keinen genügend hohen gesellschaftlichen Rang besitzt, unter seinem wahren Namen aber als Feind der Meder gilt. So verdingt er sich als Soldat in den Streitkräften des Mederkönigs Cyaxare, um sich in dieser Stellung kriegerisch auszuzeichnen und hierdurch das Augenmerk seiner Geliebten auf sich zu lenken. Er wird der oberste Führer des medischen Heers und vermag nach langsamer Annäherung schließlich die Liebe der spröden Mandane erringen, der er seine wahre Identität offenbart. Auch bewährt er sich öfters als Lebensretter ihres Vaters.
Mandane wird nun von einem mächtigen Konkurrenten des Cyrus entführt. Um sie befreien, begibt sich Cyrus auf die Suche nach ihr. In den folgenden zehn Bänden wird sein als Eroberungszug geschilderter Marsch quer durch Asien erzählt, um seine Geliebte den Händen wechselnder Entführer zu entreißen. Nach der Einnahme von Sinope rückt er gegen Babylon vor, wo Mandane von ihren Entführern in Gewahrsam gehalten wird, und bemächtigt sich auch dieser Metropole. Nachdem er seinen Doppelgänger Spitridate getroffen hat, setzt er seine Eroberungen mit der Unterwerfung von Armenien und Lydien fort. Es gelingt ihm die Befreiung Mandanes, die aber in der Folge vom Bruder der Skythenkönigin Thomiris verschleppt wird. Abweichend von der Schilderung Herodots findet sich hier ebenso wie in Philippe Quinaults Tragödie La Mort de Cyrus (1656) das fiktive Liebesmotiv, dass Thomiris für Cyrus entflammt ist. Die Herrscherin will ein Liebesverhältnis mit ihm erzwingen, indem sie durch ihren Bruder Mandane in ihre Gewalt bringen lässt. Es kommt zu einer Schlacht zwischen den Truppen der Skythenkönigin und jenen des Cyrus. Zwar ist Thomiris in der militärischen Auseinandersetzung siegreich, doch fällt nicht Cyrus selbst, sondern sein Doppelgänger Spitridate. Die Skythenkönigin hält Spitridate für Cyrus und lässt seinen Leichnam enthaupten, woraufhin sie seinen Kopf in ein mit Blut gefülltes Gefäß taucht. Der Roman endet für Cyrus mit einem Happy End, indem er Mandane aus der Gefangenschaft zu befreien und Thomiris und ihre Streitkräfte zu vertreiben vermag.

## Analyse
Trotz des antiken historischen Hintergrunds sind die im Artamène ou le Grand Cyrus porträtierten Figuren und Schauplätze eher Scudérys eigenem gesellschaftlichen Umfeld und dem französischen Hof vergleichbar. Schon zeitgenössische Literaturkritiker stuften das Werk als Schlüsselroman ein, dessen Hauptfiguren meist mit realen Persönlichkeiten des damaligen französischen Königreichs identifizierbar sind. Als Anhang einer Edition des Werks wurde 1657 eine Liste von Schlüsseln für die Identifizierung der Romancharaktere herausgebracht. Nach der Wiederentdeckung eines solchen Schlüsselverzeichnisses enthüllte Victor Cousin in seinem Werk La société française au XVIIe siècle d’après le « Grand Cyrus » de Mademoiselle de Scudéry (Paris 1858), dass u. a. in Cyrus Louis II. de Bourbon, prince de Condé und in Mandane dessen Schwester, die Herzogin von Longueville, zu erblicken sei. Scudery führt sich auch selbst in den Roman, den sie der Herzogin von Longueville widmete, als antike Dichterin Sapho ein, der sie hohen Intellekt zuschreibt.
Aufgrund des häufigen Wechsels von heroischer und amouröser Thematik wird Artamène ou le Grand Cyrus zum Genre der heroisch-galanten Romane gerechnet. In die Haupthandlung sind umfangreiche Binnennovellen sowie verschlüsselte Porträts und Konversationen eingestreut, die es gestatten, Scudérys Werk als Schilderung von zu ihrer Zeit herrschenden Kontroversen, vor allem der Fronde, zu deuten. Die Autorin führt in ihr Werk u. a. anzustrebende mittelalterlich-höfische Werte wie militärische Tapferkeit und höfische Liebe ein und skizziert ein idealisiertes Wirklichkeitsmodell, das als auf weiblicher Erfahrung aufbauende aufklärerische Fortschrittsutopie verstanden werden kann. Im zehnten Band des Romans bringt sie beispielsweise eine lange Geschichte über Sapho, die sich ins Land der Amazonen zurückzieht, in dem Frauen nach elaborierten Regeln der Liebe und Ritterlichkeit regieren und intellektuelle Tätigkeiten wie die Schriftstellerei als höchste Berufung ansehen. Ihre Protagonistinnen lässt Scudéry fordern, anstelle ihrer in der patriarchalischen Gesellschaftsordnung fixierten Zwangsverheiratung mit einem durch den Vater vorbestimmten Mann oder Klostereinweisung das Recht zu erhalten, ihre Gatten oder die Ehelosigkeit frei wählen zu dürfen.